# Bernd Kannenberg
Bernd Kannenberg (20. srpna 1942 Královec, nyní Kaliningrad – 13. ledna 2021 Münster) byl západoněmecký atlet, chodec, olympijský vítěz v chůzi na 50 km z roku 1972.

## Sportovní kariéra
Jeho nejúspěšnější sezónou byl rok 1972. Nejdříve 27. května v Brémách vytvořil neoficiální světový rekord v chůzi na 50 km časem 3:52:45 a na olympiádě v Mnichově v této disciplíně zvítězil.
Na mistrovství Evropy v Římě v roce 1974 vybojoval stříbrnou medaili v závodě na 20 km chůze, na padesátikilometrové trati došel do cíle devátý. Byl také trojnásobným mistrem SRN v chůzi na 20 i 50 km.